# Ichneumon ruficaput
Ichneumon ruficaput är en stekelart som beskrevs av Heinrich 1965. Ichneumon ruficaput ingår i släktet Ichneumon och familjen brokparasitsteklar. Inga underarter finns listade i Catalogue of Life.